# Ewood Park
Ewood Park je fotbalový stadion ležící v anglickém městě Blackburn. Stadion byl otevřen v roce 1882 a v současnosti pojme 31 367 sedících diváků. Stadion je domovským stánkem Blackburnu Rovers, kteří zde hrají od roku 1890. Stadion je rozdělen na čtyři sekce pojmenované – Darwen End, Riverside Stand (pojmenován podle jeho postavení u břehu řeky Darwen), Ronnie Clayton Blackburn End, a Jack Walker Stand, který byl pojmenován podle místního průmyslníka a fanouška Rovers.
V minulosti stadion hostil různé sportovní události. Za druhé světové války zde byla v roce 1941 odehrána repríza válečného FA Cupu. Dvakrát stadion hostil přátelské utkání anglické reprezentace – v roce 1891 proti Walesu a v roce 1924 proti Skotsku. V roce 2005 se na stadionu odehrálo finále Mistrovství Evropy ve fotbale žen.